# هارون تايلور-سنكلير
هارون تايلور-سنكلير (بالإنجليزية: Aaron Sinclair)‏ هو لاعب كرة قدم بريطاني في مركز ظهير ‏، ولد في 8 أبريل 1991 في أبردين في المملكة المتحدة. لعب مع نادي بارتيك ثيسل ونادي دونكاستر روفرز ونادي مونتروز لكرة القدم وويغان أتلتيك.

## وصلات خارجية
- هارون تايلور-سنكلير على موقع قاعدة بيانات كرة القدم.إي يو (الإنجليزية)
- هارون تايلور-سنكلير على موقع ناشيونال فوتبول تيمز (الإنجليزية)
- هارون تايلور-سنكلير على موقع Soccerbase.com (لاعب) (الإنجليزية)
- هارون تايلور-سنكلير على موقع Soccerway.com (الإنجليزية)
- هارون تايلور-سنكلير على موقع عالم كرة القدم.نت (الإنجليزية)